# Gnaeus Cornelius Blasio (Konsul)
Gnaeus Cornelius Blasio war ein römischer Senator und Politiker. Er gehörte der bedeutenden Familie der Cornelier an.
Im Jahr 270 v. Chr. bekleidete Blasio an der Seite von Gaius Genucius Clepsina, der zum zweiten Mal Konsul war, das römische Consulat. Als Konsul siegte er den Triumphalakten zufolge über die Stadt Rhegion und wurde dafür mit einem Triumph geehrt. Die antiken Schriftsteller Orosius und Dionysios von Halikarnassos schreiben den Sieg in Rhegion dagegen seinem Kollegen Clepsina zu. 265 v. Chr. wurde er an der Seite von Gaius Marcius Rutilus Censorinus Censor. 257 v. Chr. wurde er zusammen mit Gaius Atilius Regulus ein zweites Mal Konsul.